# Ordinul Imperiului Britanic

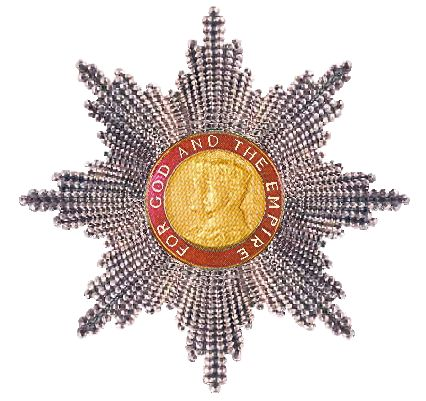
Steaua Knight Grand Cross

The Most Excellent Order of the British Empire este un ordin cavaleresc al Regatului Unit fondat la 4 iunie 1917 de Regele George V. Ordinul cuprinde cinci clase atât în sectorul civil, cât și cel militar. În ordinea descrescătoare a importanței acestea sunt:
- Knight Grand Cross ori Dame Grand Cross
- Knight Commander sau Dame Commander
- Commander
- Officer
- Member

Numai primelor două categorii li se admite intrarea în rândul cavaleriei, permițând titularului să utilizez apelativul de Sir (pentru un bărbat) sau Dame (pentru o femeie). Titlurile onorare, date unor indivizi care nu sunt cetățeni ai unor state ale căror șef de stat este regele Charles al III-lea, permit utilizarea titlului după numele complet, dar nu înaintea sa. Aceste persoane sunt clasificate ca membri de onoare, dar nu contribuie la numărul restrictivi de membri ai Ordinului, așa cum membri titulari o fac.